# Mount Vista
Mount Vista és una concentració de població designada pel cens dels Estats Units a l'estat de Washington. Segons el cens del 2000 tenia 5.770 habitants.

## Demografia
Segons el cens del 2000, Mount Vista tenia 5.770 habitants, 2.215 habitatges, i 1.705 famílies. La densitat de població era de 426 habitants per km².
Dels 2.215 habitatges en un 33,1% hi vivien nens de menys de 18 anys, en un 66,1% hi vivien parelles casades, en un 7,6% dones solteres, i en un 23% no eren unitats familiars. En el 17,4% dels habitatges hi vivien persones soles el 4,2% de les quals corresponia a persones de 65 anys o més que vivien soles. El nombre mitjà de persones vivint en cada habitatge era de 2,6 i el nombre mitjà de persones que vivien en cada família era de 2,95.
Per edats la població es repartia de la següent manera: un 24,8% tenia menys de 18 anys, un 8% entre 18 i 24, un 26,9% entre 25 i 44, un 30,3% de 45 a 60 i un 10% 65 anys o més.
L'edat mediana era de 40 anys. Per cada 100 dones de 18 o més anys hi havia 93,5 homes.
La renda mediana per habitatge era de 66.406 $ i la renda mediana per família de 68.539 $. Els homes tenien una renda mediana de 48.264 $ mentre que les dones 34.972 $. La renda per capita de la població era de 29.594 $. Aproximadament el 2,8% de les famílies i el 3,4% de la població estaven per davall del llindar de pobresa.

## Poblacions més properes
El següent diagrama mostra les poblacions més properes.